# Katherine McNamara
Katherine Grace McNamara (Kansas City, 22 novembre 1995) è un'attrice statunitense.
Nota principalmente per il ruolo di Clary Fray nella serie televisiva Shadowhunters e di Mia Smoak alias "Blackstar" nella serie televisiva Arrow.

## Biografia
Katherine McNamara è nata a Kansas City, in Missouri, ma è stata cresciuta a Lee's Summit, Missouri. Finisce il liceo a soli 14 anni, mentre a 17 si è laureata con lode alla Drexel University in Business Administration, seguendo dei corsi online. Attualmente sta frequentando un master in economia all'Università Johns Hopkins.
È membro degli Actors Equity Young Performers Committee e degli SAG-AFTRA's Young Performers Committee; è anche lettrice per il Blank Theater's New Play Development Reading Committee, una scout e una volontaria al Children's Hospital di Los Angeles. Oltre a ciò, la McNamara è un'ambasciatrice per il Stomp Out Bullying e il The Lollipop Theater Network.

### Carriera
Katherine McNamara ha debuttato all'età di 13 anni sul palco di Broadway come Fredrika Armfeldt nello spettacolo A Little Night Music al fianco di Catherine Zeta-Jones e Angela Lansbury; ha continuato con l'interpretazione di Fredrika in un'altra rivisitazione di A Little Night Music con Bernadette Peters ed Elaine Stritch. Inoltre, ha interpretato Esther Jane in A Christmas Story, il Musical! e ha proseguito con spettacoli come To Kill a Mockingbird, The Secret Garden, Inherit the Wind, Galileo, The Crucible e Annie.
Il debutto della McNamara sul grande schermo arriva nel 2011 con Capodanno a New York, in cui ricopre il ruolo di Lily Bowman. È stata anche la protagonista in un remake di Tom Sawyer e Huckleberry Finn al fianco di Joel Courtney e Jake Austin. Nel 2013 ha preso parte al film Contest con Kenton Duty e nel film Disney per la televisione Girl vs. Monster. McNamara ha recitato per la televisione in ruoli come Bryn Breitbart per Jessie, Claire per Kickin' It - A colpi di karate e Cherri O'Keefe per Madison High. È anche apparsa come guest star in serie come Law & Order - Unità vittime speciali, 30 Rock, Good Morning America, Sondheim! The Birthday Concert e Glee.
Il 22 dicembre 2014 viene annunciata nel cast del film Maze Runner - La fuga, sequel di Maze Runner - Il labirinto, come Sonya, co-leader del Gruppo B, ruolo che riprende in Maze Runner - La rivelazione del 2018.
Nel 2015, invece, entra nel cast di The Fosters e ottiene il ruolo di Clary Fray nella serie televisiva Shadowhunters, l'adattamento televisivo della serie di best seller The Mortal Instruments di Cassandra Clare, che viene trasmessa da FreeForm (ex ABC Family) dal 12 gennaio 2016

## Filmografia

### Cinema
- The Bride & the Groom, regia di Jason Hunt – cortometraggio (2007)
- Tutte le strade portano a casa (All Roads Lead Home), regia di Dennis Fallon (2008)
- Matchmaker Mary, regia di Tom Whitus (2008)
- Sam Steele and the Junior Detective Agency, regia di Tom Whitus (2009)
- Get Off My Porch, regia di Patrick Rea – cortometraggio (2010)
- The Nuclear Standard, regia di Evan Thies e Grant Babbitt – cortometraggio (2010)
- Last Will, regia di Brent Huff (2011)
- Sam Steele and the Crystal Chalice, regia di Tom Whitus (2011)
- Capodanno a New York (New Year's Eve), regia di Garry Marshall (2011)
- Last Ounce of Courage, regia di Darrel Campbell e Kevin McAfee (2012)
- Contest, regia di Anthony Joseph Giunta (2013)
- Tom Sawyer & Huckleberry Finn, regia di Jo Kastner (2014)
- L'incubo di una moglie (A Wife's Nightmare), regia di Vic Sarin (2014)
- A Sort of Homecoming, regia di Maria Burton (2015)
- I racconti del brivido - L'armadio delle anime (R.L. Stine's Monsterville: Cabinet of Souls), regia di Peter DeLuise (2015)
- Maze Runner - La fuga (Maze Runner: The Scorch Trials), regia di Wes Ball (2015)
- Little Savages, regia di Paul Tomborello (2016)
- Is That a Gun in Your Pocket?, regia di Matt Cooper (2016)
- Maze Runner - La rivelazione (Maze Runner: The Death Cure), regia di Wes Ball (2018)
- Trust, regia di Brian DeCubellis (2021)
- Quello che non so di te (Finding You), regia di Brian Baugh (2021)
- Untitled Horror Movie, regia di Nick Simon (2021)
- Air Force One Down, regia di James Bamford (2024)

### Televisione
- Law & Order - Unità vittime speciali (Law & Order: Special Victims Unit) – serie TV, episodio 12x15 (2011)
- 30 Rock – serie TV, episodio 5x16 (2011)
- Drop Dead Diva – serie TV, episodio 3x11 (2011)
- Madison High, regia di Paul Hoen – film TV (2012)
- Glee – serie TV, episodio 4x03 (2012)
- Girl vs. Monster, regia di Stuart Gillard – film TV (2012)
- Sketchy – serie TV, episodio 2x19 (2012)
- The Surgeon General, regia di Rod Lurie – film TV (2013)
- Jessie – serie TV, episodi 2x15-2x24 (2013)
- Touch – serie TV, episodio 2x08 (2013)
- Kickin' It - A colpi di karate (Kickin' It) – serie TV, episodi 2x06-2x22-3x08 (2012-2013)
- R. L. Stine's The Haunting Hour – serie TV, episodio 3x18 (2013)
- I Thunderman (The Thundermans) – serie TV, episodio 1x02 (2013)
- Unforgettable – serie TV, episodio 2x13 (2014)
- Workaholics – serie TV, episodio 4x08 (2014)
- CSI - Scena del crimine (CSI: Crime Scene Investigation) – serie TV, episodio 14x17 (2014)
- Happyland – serie TV, 8 episodi (2014)
- A Wife's Nightmare - L'incubo di una moglie, regia di Vic Sarin (2014)
- Transformers: Rescue Bots – serie TV, 4 episodi (2014-2015)
- Natural Selection – regia di Chad L. Scheifele – film TV (2015)
- The Fosters – serie TV, episodi 3x01-3x02 (2015)
- Shadowhunters – serie TV, 55 episodi (2016-2019)
- The Grinder – serie TV, episodio 1x17 (2016)
- Indiscretion, regia di John Stewart Muller - film TV (2016)
- Arrow – serie TV, 30 episodi (2018-2020)
- The Stand – miniserie TV (2020-2021)

## Riconoscimenti
- Teen Choice Awards
  - 2016 – Candidatura come miglior stella emergente in una serie TV per Shadowhunters[12]
  - 2018 – Candidatura come miglior attrice in una Serie TV fantasy/sci-fi per Shadowhunters[13][14][15]
- E! People's Choice Awards
  - 2018 – Star femminile in una serie TV del 2018 per Shadowhunters[16][17]

## Doppiatrici italiane
Nelle versioni in italiano dei suoi film, Katherine McNamara è stata doppiata da:
- Joy Saltarelli in Arrow, Supergirl, Batwoman, The Flash
- Giulia Tarquini in Maze Runner - La fuga, A Wife's Nightmare - L'incubo di una moglie, Maze Runner - La rivelazione
- Chiara Francese in Girl vs. Monster, I racconti del brivido - L'armadio delle anime
- Rossa Caputo in Shadowhunters
- Sabrina Boffito in Thunderman
- Francesca Manicone in CSI - Scena del crimine
- Laura Valastro in Natural Selection
- Valentina Favazza in Quello che non so di te
- Sara Ferranti in Walker: Independence